# Federalismo asimmetrico
Il federalismo asimmetrico è quel tipo di federalismo, generalmente applicato ad una federazione, ma anche, in maniera estensiva, a uno stato unitario decentrato, in cui diversi soggetti costituenti possiedono poteri diversi: uno o più soggetti federali hanno un'autonomia considerevolmente maggiore degli altri, sebbene esso abbiano lo stesso statuto costituzionale. Questo è in contrasto con il federalismo simmetrico, dove non viene fatta alcuna distinzione. Per questi motivi, viene spesso proposto come soluzione alle insoddisfazioni che sorgono quando una o più unità costituenti avvertono bisogni significativamente differenti dalle altre, a causa di differenze etniche, linguistiche o culturali.
La differenza tra una federazione asimmetrica e i regimi di autonomia speciale concessi a varie regioni, soggette a differenze geografiche, culturali o linguistiche, da uno stato unitario (come quelli garantiti dall’Italia alle sue regioni a statuto speciale o dalla Finlandia alle Isole Åland) a porzioni del suo territorio è, quindi, pressoché indistinto, in quanto tali regimi di ulteriore autonomia sono, essenzialmente, un caso estremo di federazione asimmetrica, sia per le grandi differenze nel livello di tale autonomia, sia per la rigidità degli assetti costituzionali. Una federazione asimmetrica, tuttavia, deve avere una costituzione federale, e tutti i soggetti federali hanno lo stesso status formale, mentre in un regime di autonomia, il soggetto federale indipendente ha uno status diverso (ad esempio, quello di "regione autonoma").

## Tipologie
Il federalismo asimmetrico può essere suddiviso in due tipi di accordi o intese. Il primo tipo risolve le differenze nei poteri legislativi, nella rappresentanza nelle istituzioni centrali e nei diritti e doveri stabiliti nella costituzione. Questo tipo di asimmetria può essere chiamato “asimmetria de jure”. Il secondo tipo riflette accordi che derivano dalla politica nazionale, dal diritto di esenzione dei soggetti federali (a seconda della definizione del termine) da accordi bilaterali e ad hoc con zone specifiche, nessuno dei quali è radicato nella costituzione. Questo tipo di asimmetria è noto come “asimmetria de facto” .La federazione canadese utilizza una combinazione di questi, che ne costituisce il carattere asimmetrico.

## Esempi nazionali

### Canada
La Costituzione del Canada è ampiamente simmetrica ma contiene alcune sezioni specifiche che si applicano solo a determinate province. In pratica, si crea un grado di asimmetria a seguito dell'evoluzione dell'esperimento federale canadese, dei singoli accordi federale-provinciali e dell'interpretazione giudiziaria. Il federalismo asimmetrico è stato molto discusso come formula di stabilità in Canada, soddisfacendo le aspirazioni del Québec francofono per il controllo sulla sua vita culturale e sociale senza espellerlo dalla federazione nazionale, dove convive con nove province in gran parte anglofone.
L'esempio più eclatante di federalismo asimmetrico in Canada è il requisito costituzionale secondo cui tre giudici della Corte suprema devono provenire dal Québec. Le altre nove province hanno ciascuna il diritto a un'equa rappresentanza nella Corte Suprema, ma il loro diritto si basa sulla convenzione piuttosto che sancito dalla costituzione.
Un esempio recente di asimmetria nella federazione canadese si trova nei termini dell'accordo federale-provinciale-territoriale del settembre 2004 sull'assistenza sanitaria e sul suo finanziamento. Il governo del Québec ha sostenuto l'accordo più ampio ma ha insistito per un comunicato separato in cui è stato specificato, tra l'altro, che il Québec avrebbe applicato il proprio piano di riduzione dei tempi di attesa in conformità con gli obiettivi, gli standard e i criteri stabiliti dalle autorità competenti del Québec; che il governo del Quebec avrebbe riferito ai quebecchesi sui progressi nel raggiungimento dei suoi obiettivi e che avrebbe utilizzato indicatori comparabili, concordati di comune accordo con gli altri governi federale e provinciali; e che i fondi messi a disposizione dal governo del Canada sarebbero stati utilizzati dal governo del Québec per attuare il proprio piano per il rinnovamento del sistema sanitario.
Ad esempio, il Québec gestisce il proprio piano pensionistico, mentre le altre nove province sono coperte dal piano pensionistico federale/provinciale canadese. Il Québec ha un'ampia autorità sulle questioni relative all'occupazione e all'immigrazione all'interno dei suoi confini, questioni che sono gestite dal governo federale in tutte le altre province.
Tale accordo ha portato a critiche nelle province di lingua inglese, dove si teme che il Quebec stia godendo di favoritismi nel sistema federale. Tuttavia, ciò fornisce una leva utile per chi vuole decentralizzare la struttura nel suo insieme, trasferendo più poteri dal centro alle province complessive, una tendenza che ha dominato la politica canadese per decenni.

### Cecoslovacchia
La Seconda Repubblica Cecoslovacca (1938-1939) era divisa in cinque territori, con il territorio della Slovacchia dotato di un grado di autonomia più elevato rispetto agli altri territori, spesso considerata come una devoluzione federalista de facto. Dal 1945 al 1968, la Cecoslovacchia ha operato secondo un modello federale asimmetrico e il Consiglio nazionale slovacco ha nominato un presidente del consiglio di fondazione, di fatto il primo ministro della Slovacchia. Nel 1968 il federalismo asimmetrico fu ufficialmente abbandonato e la costituzione fu cambiata in repubblica federale con la creazione della Repubblica Socialista Slovacca e della Repubblica Socialista Ceca con un nuovo Consiglio nazionale ceco, ma il Partito Comunista Cecoslovacco al potere mantenne un modello partigiano asimmetrico con un solo Partito Comunista Slovacco e nessun Partito Comunista Ceco fino al 1990.

### India
Il governo dell'India (denominato governo dell'Unione o governo centrale) è stato istituito dalla Costituzione dell'India ed è l'autorità di governo di un'unione federale di 29 stati e 8 territori dell'Unione.
La governance dell'India si basa su un sistema federale a più livelli, in cui la Costituzione indiana assegna i soggetti su cui ogni livello di governo esercita poteri.
Una caratteristica intrinseca del federalismo indiano è che è progettato per essere asimmetrico ove necessario. Fino al 2019, l'articolo 370 prevedeva disposizioni speciali per il Jammu e Kashmir, divenuto Territorio speciale indiano e, eventualmente in seguito uno stato federato, come previsto dal suo strumento di adesione. L'articolo 371 prevede disposizioni speciali per gli stati di Arunachal Pradesh, Assam, Goa, Mizoram, Manipur, Nagaland e Sikkim in base ai loro accordi di adesione o di statualità. 
Sebbene la Costituzione non lo prevedesse, l'India è ora una federazione multilingue con un sistema multipartitico basato su alleanze politiche fondate su identità linguistiche, regionali e di casta, che necessitano di politiche di coalizione, specialmente a livello dell'Unione.

### Indonesia
In Indonesia, sebbene la forma di stato sia unitaria, a quattro regioni è stato dato lo status speciale di autonomia (“keistimewaan”) come quello delle province: Aceh, Giacarta, Yogyakarta e Papua Occidentale. A queste regioni sono stati conferiti status speciali basati sulle leggi costituzionali di autonomia speciale (“Undang-Undang Keistimewaan Daerah”) ognuna con il proprio grado di autonomia:
Aceh esercita la legge islamica (Shari’a) con il sistema di governo tradizionale di Aceh, invece di utilizzare il sistema unitario delle altre province. Ad Aceh sono stati concessi anche i diritti sulla partecipazione dei partiti regionali nella loro provincia, a differenza di altre province.
Giacarta è la capitale e, a differenza di altre città in Indonesia a cui è stato concesso un secondo livello di suddivisione del paese o lo stesso grado di reggenza, esercita il potere autonomo di un primo livello di suddivisione del paese.
A Yogyakarta è stato concesso uno status speciale per l'esercizio e il coinvolgimento della famiglia reale di Keraton Jogjakarta e Kadipaten Pakualaman, dove il sultano di Jogjakarta governa la provincia, prendendo il posto di un governatore in altre province. In qualità di suo vice è l'Adipati di Pakualam. I due governano come leader esecutivi di Yogjakarta.
Alla Papua/Irian Jaya è stato concesso uno status speciale sull'esercizio del potere legislativo. Papua ha un consiglio legislativo separato, l'MRP (“Majelis Rakyat Papua”, ovvero “L’assemblea del popolo Papuano”), che ha potere legislativo su Papua all'interno dell'Assemblea consultiva del popolo, il Consiglio legislativo dell’Indonesia. Tuttavia, lo stato di Papua è status criticato a causa dell'intervento di Jakarta: Attivisti internazionali per i diritti umani hanno definito la Papua una "finta provincia autonoma" a causa della mancanza di una reale autonomia sul campo.

### Iraq
Il rapporto tra il Kurdistan iracheno e gli altri stati della federazione irachena può essere caratterizzato come un federalismo asimmetrico. La peculiarità politica e culturale del Kurdistan iracheno è legittimamente riconosciuta dall'articolo 5 della costituzione irachena. Il Kurdistan iracheno è l'unica regione federativa in Iraq, che ha goduto della sua entità politica separativa come stato de facto dal 1991 al 2003, e si è unita volontariamente a un Iraq federale democratico.

### Italia
In Italia, cinque regioni (Sardegna, Sicilia, Trentino-Alto Adige/Südtirol, Valle d'Aosta e Friuli-Venezia Giulia) hanno ottenuto uno statuto speciale di autonomia. I loro statuti sono leggi costituzionali approvate dal Parlamento italiano, che conferiscono loro poteri relativamente ampi in materia legislativa e amministrativa, ma anche una significativa autonomia finanziaria. Le regioni infatti, possono trattenere tra il 60% (Friuli-Venezia Giulia) e il 100% (Sicilia) di tutte le tasse e decidono come spendere le entrate. Queste regioni sono diventate autonome per tenere conto del fatto che ospitano minoranze linguistiche (di lingua tedesca in Trentino-Alto Adige/Südtirol, di lingua arpitana in Valle d'Aosta, di lingua friulana e slovena in Friuli-Venezia Giulia) o di essere geograficamente isolate (le due isole).

### Malesia
La Malesia è una federazione di 13 stati formata nel 1963 dalla fusione della Federazione indipendente della Malesia e delle ex colonie britanniche di Singapore, Sabah e Sarawak.
Secondo i termini della federazione, Sabah e Sarawak ottennero un'autonomia significativa superiore a quella esercitata dagli 11 stati malesi, in particolare il controllo sull'immigrazione verso quest’ultimi.
Singapore faceva parte della Malesia fino al 1965. Durante il suo periodo come stato della Malesia, Singapore godeva di autonomia nella definizione delle politiche del lavoro e dell'istruzione.

### Russia
La Federazione Russa è composta da 83 soggetti federali (85 contando i territori contesi di Crimea), tutti uguali in materia federale, ma che godono di sei livelli di autonomia più o meno diversi.
La repubblica è il soggetto più autonomo. Ognuna ha la propria costituzione, la propria lingua ufficiale ed è pensata per ospitare una specifica minoranza etnica. Un okrug autonomo ha anch’esso una consistente minoranza etnica, ma non può avere una propria costituzione e una propria lingua ufficiale. Un oblast, un krai e un oblast autonomo sono soggetti senza una minoranza etnica sostanziale, del tutto uguale a un okrug autonomo con altri diritti. Le città federale (Mosca, San Pietroburgo e Sebastopoli) sono grandi città che funzionano come regioni separate.
In precedenza, l'Unione Sovietica ha spesso dimostrato tratti di federalismo asimmetrico, come la definizione della Costituzione della RSFSR all'interno della Costituzione sovietica del 1936, di federalismo asimmetrico subnazionale (specialmente all'interno della RSFSR ma anche in altre RSS), che dava alla Repubblica Socialista Federativa Sovietica Russa (RSFSR) la maggior rappresentanza nel Soviet Supremo, in particolare nel Soviet delle Nazionalità, dove a ciascuna area autonoma della RSFSR è stata concessa una rappresentanza aggiuntiva.

### Spagna
In Spagna, che spesso viene chiamata "federazione imperfetta" o "federazione in tutto tranne che nel nome", il governo centrale ha concesso diversi livelli di autonomia ai suoi sottostati, molto di più alle comunità autonome della Catalogna, Paesi Baschi, Valencia, Andalusia, Navarra e Galizia e molto meno alle altre, per rispetto del sentimento nazionalista e dei diritti di cui queste regioni hanno storicamente goduto.

### Regno Unito
Nel Regno Unito, l'Inghilterra non ha autogoverno ed è governata direttamente dal parlamento britannico, ma l'Irlanda del Nord, la Scozia e il Galles hanno vari gradi di autonomia. Tuttavia, molte persone ritengono che la devoluzione asimmetrica dei poteri (in particolare al Parlamento scozzese e all’Assemblea gallese) sia ingiusta, il che causa l'attuale questione del Lothian occidentale (anche detta “Questione inglese”). Il Regno Unito è uno stato unitario, non federale, secondo la sua costituzione, e il parlamento britannico rimane ancora sovrano, anche se alcuni gruppi come l' “Unione federale” cercano di cambiare tale struttura. Addirittura lo stesso Winston Churchill era notoriamente favorevole a una federazione britannica.